# Разоблачение (фильм, 1994)
«Разоблачение» (англ. Disclosure) — триллер режиссёра Барри Левинсона, вышедший на экраны в 1994 году. Лента основана на одноимённом романе Майкла Крайтона. Главные роли в фильме исполнили Майкл Дуглас и Деми Мур.

## Сюжет
Боб Гэрвин, основатель технологической компании Digicom, планирует уйти в отставку, когда его компания  объединится с более крупной компанией. Управляющий производством, Том Сандерс, отдавший Digicom 10 лет, рассчитывает в ходе слияния получить повышение до вице-президента, однако намеченную им должность неожиданно получает Мередит Джонсон, давняя подруга Тома. Мередит вызывает Тома в свой офис, чтобы обсудить деловые вопросы, флиртует с ним и пытается принудить его к сексу. Том, женатый человек с двумя детьми, вначале проявляет нерешительность и поддаётся на флирт, но затем даёт ей отпор и уходит. Мередит, разозлившись, угрожает ему неприятностями.
На следующий день Мередит подставляет Тома на рабочем совещании, и Том понимает, что она хочет выжить его из компании. Но настоящий удар от неё приходит, когда юрист компании Digicom, Филип Блэкберн, сообщает Сандерсу, что Мередит готова обвинить его в сексуальных домогательствах, и чтобы уладить это мирно, ему предлагается принять назначение в филиал компании, в противном случае его ждёт тяжба, и он потеряет свои опционы на акции новой компании. Однако Том понимает, что в этом случае его карьера в компании будет разрушена, так как филиал в Остине, где Сандерсу предложили должность, по слухам планируют продать после слияния.
Тут Том получает анонимное электронное письмо от «Друга», который направляет его к адвокату Кэтрин Альварес, которая специализируется на делах о сексуальных домогательствах. Том решает предпринять неожиданный шаг и обращается к Альварес с целью предъявить самой Мередит обвинение в сексуальных домогательствах. Боб Гэрвин и Филип Блэкберн очень обеспокоены возможностью крупного скандала накануне слияния компаний, они требуют от Сандерса забрать иск, тогда всё будет улажено мирно, и Сандерс останется на своей должности, но Том не соглашается. Он подозревает заговор против него. Его опасения подтверждаются, когда Гэрвин начинает переманивать подчинённых Тома на сторону Мередит.
Первое предварительное слушание у судьи проходит не слишком удачно для Сандерса, но ему помогает случайность: он вспоминает, что во время встречи с Мередит неправильно набрал номер, но не повесил трубку. Благодаря этой случайности сохранилась запись всего инцидента на автоответчике одного из друзей Сандерса. Том забирает у него кассету и проигрывает запись на следующем слушании по делу, разоблачая Мередит. Боб Гэрвин и Филип Блэкберн вынуждены признать его правоту и предлагают ему соглашение: Том отзывает иск и отказывается от опубликования аудиозаписи инцидента, а в обмен он сохранит своё место в компании, а Мередит вскоре уйдёт в отставку под благовидным предлогом.
Том соглашается, но когда он уже празднует победу, он получает ещё одно электронное письмо от «Друга», предупреждающее, что всё не так просто, как кажется. Обеспокоенный Том начинает искать подвох и вечером подслушивает у двери тренажёрного зала разговор Джонсон и Блэкберна о том, что
на следующий день на большой презентации перед акционерами, посвящённой слиянию компаний, его собираются выставить некомпетентным специалистом и уволить за профессиональную ошибку. Поводом должно будет послужить нарушение на производстве приводов CD-ROM в Малайзии, за которое отвечает Том, и в результате которого новое поколение выпускаемых Digicom приводов не может достичь полученной на опытных образцах скорости работы. Том выясняет, что это Мередит устроила саботаж на производстве в Малайзии, явившись там на завод и распорядившись внести вредоносные изменения в технологию производства якобы для целей экономии.
Том пытается заполучить доказательства из компьютерной сети компании, но его лишают прав доступа к ней. Тогда Том вспоминает, что руководителям объединяющейся компании было предоставлено для тестирования экспериментальное устройство виртуальной реальности, которое тоже имеет доступ к сети компании. Сандерс тайно пробирается в отель в номер Боба Гэрвина, где расположено устройство, надевает очки виртуальной реальности и входит в архив Digicom. Почти сразу он видит, что Мередит, опередив его, поспешно удаляет файлы, Том не успевает их скопировать. Он едва успевает скрыться перед возвращением Гэрвина и новых партнёров его компании в номер. Но затем Сандерс вспоминает, что копии важных записей часто также сохраняют для надёжности на кассетах. Обратившись к своему малайзийскому другу, Том убеждается, что в Куала-Лумпуре действительно сохранились записи распоряжений Мередит относительно технологических процессов. Получив доказательства, Том собирается представить их на презентации акционерам на следующий день.
Во время презентации Мередит указывает Тому на производственные проблемы, которые он не может решить, в ответ он представляет документы и демонстрирует видеозапись, разоблачающую её участие в возникновении производственного брака на заводе в Малайзии. Мередит предпринимает последнюю отчаянную попытку, заявляя, что Том не был поставлен в известность о её визите в Малайзию, поскольку он недостаточно компетентен в финансовых и юридических вопросах, и его участие в обсуждении могло бы навредить слиянию компаний, однако её усилия оказываются тщетны. По итогам презентации Гэрвин вынужден уволить Мередит, а вице-президентом назначается Стефани Каплан, с кем у Сандерса всегда были дружеские отношения. Перед уходом Мередит говорит Тому, что вся эта идея — подставить его, чтобы потом избавиться от него перед слиянием компаний — принадлежала Гэрвину. На собрании по случаю своего назначения Каплан высоко отзывается о заслугах Тома и объявляет, что делает его своей правой рукой. Разговорившись с сыном Стефани, Спенсером, Том понимает, что Спенсер и является отправителем тех самых сообщений от «Друга», которые так помогли ему в сложившейся ситуации, а автором этих сообщений, очевидно, была его мать, Стефани.

## В ролях
- Майкл Дуглас — Том Сандерс
- Деми Мур — Мередит Джонсон
- Дональд Сазерленд — Боб Гэрвин
- Кэролайн Гудолл — Сьюзан Хендлер
- Дилан Бейкер — Филип Блэкберн
- Рома Маффиа — Кэтрин Альварес
- Деннис Миллер — Марк Левин
- Николас Сэдлер[англ.] — Дон Черри
- Розмари Форсайт — Стефани Каплан
- Сюзи Плэксон[англ.] — Мэри Энн Хантер
- Жаклин Ким — Синди Ченг
- Джо Урла — Джон Конли мл.
- Майкл Чеффо — Стивен Чейз
- Фэрин Эйнхорн — Элиза Сандерс

## Производство
Майкл Крайтон продал права на фильм за миллион долларов, прежде чем роман был опубликован. Милош Форман изначально был назначен режиссёром, но ушёл из-за творческих разногласий с Крайтоном. Барри Левинсон и Алан Пакула имели равные шансы возглавить проект, в итоге был нанят Левинсон. Аннет Бенинг изначально планировалась на роль Мередит, но до съёмок забеременела. Затем были рассмотрены кандидатуры Джины Дэвис и Мишель Пфайффер, прежде чем Левинсон решил выбрать Деми Мур.
Чтобы персонаж более соответствовал личности актёра Денниса Миллера, при написании сценария Крайтон решил несколько изменить по сравнению с книгой его персонаж — Марка Левина.
Сцены в коридоре виртуальной реальности были разработаны и выполнены компанией Industrial Light & Magic.

## Места съёмок
Фильм был большей частью снят в Сиэтле. Штаб-квартира вымышленной корпорации DigiCom была расположена на площади Пайонир (англ. Pioneer Square), на съёмочной площадке, которая была специально построена для фильма. Дизайнер-постановщик Нил Списак рассказывал: «DigiCom должен был иметь жёсткий современный вид, с большим количеством стекла, но в то же время со старым красным кирпичом, который является основным материалом зданий района Пайонир-сквер в Сиэтле. Барри понравилась идея использовать стекло, чтобы везде, куда бы вы ни посмотрели, вы видели работников в их офисах. Это, казалось, соответствовало зловещему ощущению, которое искал Барри, своего рода эффект „Окна во двор“, когда вы смотрите на людей в их личном пространстве».
Также в фильме показаны паромы штата Вашингтон, так как по сценарию персонаж Дугласа живёт на острове Бейнбридж в округе Китсэп штата Вашингтон. Другие места, представленные в фильме: дендропарк Вашингтона (англ. Washington Park Arboretum) в Сиэтле, парк Волонтёров в Сиэтле (англ. Volunteer Park), отель сети Four Seasons на Университетской улице Сиэтла, Пайк-плейс-маркет и Смит Тауэр (адвокатская контора Альварес).
Оператором фильма был британский кинематографист Тони Пирс-Робертс.

## Звуковая дорожка
Звуковая дорожка к фильму была написана Эннио Морриконе, он же дирижировал оркестром на записи. Оригинальный саундтрек к фильму был выпущен Virgin Records 24 января 1995 года.

### Список композиций
1. «Serene Family» − 4:11
2. «An Unusual Approach» − 7:07
3. «With Energy and Decision» − 2:07
4. «Virtual Reality» − 6:24
5. «Preparation and Victory» − 4:04
6. «Disclosure» − 0:49
7. «Sad Family» − 1:29
8. «Unemployed!» − 1:10
9. «Sex and Computers» − 2:50
10. «Computers and Work» − 2:00
11. «Sex and Power» − 2:33
12. «First Passacaglia» − 4:21
13. «Second Passacaglia» − 1:41
14. «Third Passacaglia» − 4:33
15. «Sex, Power and Computers» − 4:23

## Прокат
Сборы фильма в прокате составили более 200 000 000 долларов США, благодаря чему он занял 11-е место среди самых кассовых лент 1994 года.

## Награды
- В 1996 году Пол Аттанасио получил премию Лондонского кружка кинокритиков как лучший сценарист года.
- Деми Мур номинировалась на MTV Movie Awards сразу в двух категориях — «самая привлекательная женщина» и «лучшая злодейка».